# خيرونيا
خايرونياأو خيرونيه (باليونانية: Χαιρώνεια)‏ مدينة قديمة في بيوتيا ببلاد الإغريق ، مسقط رأس فلوطرخس، وهناك انتصر فيليب المقدوني علي الأثنينيين والبيوتيين (338 ق م) وفيها انتصر صلا علي ميثريداتس السادس ملك بنطس (86 ق م )

## أعلام
- فلوطرخس